# Kedge Business School
Kedge Business School – europejska szkoła biznesowa posiadająca sześć kampusów: w Paryżu, Bordeaux, Marsylii, Tulonie, Dakarze, Suzhou i Szanghaju. Została założona w 2013 roku. We Francji ma status grande école.
W 2019 roku Kedge uplasowała się na 31 miejscu pośród wszystkich szkół biznesowych w Europie.
Programy studiów realizowane przez Kedge BS posiadają potrójną akredytację przyznaną przez AMBA, EQUIS oraz AACSB. Do absolwentów tej uczelni należą między innymi: dyrektor domu mody Danone Daniel Carasso czy francuska polityk Sophie Cluzel.